# Ibson Barreto da Silva
Ibson Barreto da Silva (kurz: Ibson) (* 7. November 1983 in Niterói, Rio de Janeiro) ist brasilianischer ehemaliger Fußballspieler. Ibson gilt als kompromissloser Mittelfeldspieler, der sowohl vor der Abwehr als auch in offensiverer Rolle agieren kann.

## Karriere
Er begann seine Karriere bei Flamengo Rio de Janeiro und wechselte in der Saison 2004/05 zum FC Porto. 2007 kehrte er zu Flamengo zurück. 2009 wechselte er zu Spartak Moskau, bevor er 2011 zurück nach Brasilien zum FC Santos wechselte. Seit der Saison 2012/13 steht er beim Ligakonkurrenten Flamengo Rio de Janeiro unter Vertrag.

## Erfolge
Flamengo
- Copa do Brasil: 2013